# Royal Sunday's Club de Bruxelles
Le Royal Sunday's Club de Bruxelles est un club de rink hockey de la capitale belge de Bruxelles.
Son principal succès sportif sur le plan international est sa participation en finale de la Ligue européenne de la saison 1977-1978, lors de laquelle elle est défait face au FC Barcelone sur un score total de 12-4.